# Champagne Tarlant
Le Champagne Tarlant est produit par une famille de vignerons implantée en Champagne depuis 1687. Le domaine, transmis de génération en génération au sein de cette famille, est situé à Œuilly dans la Vallée de la Marne et possède une quinzaine d'hectares. Les vignobles sont composés d'environ 50 % de pinot noir, 30 % de chardonnay et 19 % de meunier, ainsi que d'une infime portion d'arbane, de petit meslier et de pinot blanc.

## Histoire
La famille a commencé en 1687 la culture de la vigne dans le sud de l'Aisne, et la vallée de la Marne. En 1780, Louis Tarlant et son épouse Marie-Madeleine s’installent à Œuilly. Ils plantent le premier vignoble qui se transmet, génération après génération. Louis Adrien Tarlant, en 1927, après avoir pris part à la révolte des vignerons de la Champagne en 1911, participe activement à l'obtention de la délimitation de l'appellation contrôlée Champagne. Malgré les dégâts causés par la Première Guerre mondiale, Louis Adrien ne perd pas espoir et, après avoir reconstruit le vignoble et le chai, donne un tournant décisif à l'entreprise en créant la première cuvée Tarlant, commercialisée en 1929 sous le nom de « Carte Blanche ».
Ces vignerons sont aussi parmi les pionniers, dans les années 1970, de l'élaboration de champagnes non-dosés. Le dosage en sucre d'un champagne est effectué après le dégorgement, et détermine la qualité du produit fini : brut, demi-sec, sec, etc. Un champagne non-dosé est un champagne sur lequel aucune addition de sucre n'est effectuée après la prise de mousse. Dans ce type de vin, le producteur ne peut pas maquiller un manque de qualité. Ces champagnes sont aussi qualifiés de brut nature ou de zéro brut. La cuvée non-dosée de Tarlant est appelée Champagne Zéro brut nature.
Benoît et sa sœur Mélanie Tarlant constituent la douzième génération de Tarlant à la tête du vignoble,,. Ils sont adeptes, comme leurs aînés, d'une expression singulière des terroirs par le biais de productions parcellaires, avec une première fermentation en barriques. La cuvée BAM recourt à trois cépages de champagne moins courants : le pinot blanc, l’arbane et le petit meslier. Ils ont créé dès 1999 un site internet. Les contre-étiquettes Tarlant sont reconnues pour leurs informations, précisant par exemple la date de dégorgement (permettant d'en déduire le temps que le vin a passé à vieillir, c’est-à-dire le temps écoulé entre le début et la fin du processus de champagnisation).

## Le vignoble
Le domaine est situé à Œuilly dans la Vallée de la Marne et possède une quinzaine d'hectares répartis sur un ensemble de 57 parcelles,. Les vignobles se situent à l'ouest d'Épernay dans les villages d'Œuilly, de Boursault, de St-Agnan et de Celles-lès-Condé et sont composés d'environ 50 % de pinot noir, 30 % de chardonnay et 19 % de meunier, ainsi que d'une infime portion d'arbane, de petit meslier et de pinot blanc. Les sols rencontrés sur la propriété sont très divers : près de la rivière, ils peuvent être très sablonneux, contenant parfois des petits galets ou des fossiles, sur la colline on trouve de la craie (de friable à très dure), ailleurs encore des sols sparnaciens, composés d'un mélange de craie et d'argile convenant mieux au pinot noir, et enfin même du silex à divers endroits.